# 英瓦尔·彼得松
英瓦尔·彼得松（瑞典語：Ingvar Pettersson，1926年1月19日—1996年7月2日），瑞典男子田径运动员，主攻竞走。他曾代表瑞典参加1964年夏季奥林匹克运动会田径比赛，获得男子50公里竞走铜牌。